# William Thurston
William Paul Thurston (Washington, 30 ottobre 1946 – Rochester, 21 agosto 2012) è stato un matematico statunitense.
Vincitore della Medaglia Fields per i suoi contributi nella topologia della dimensione bassa, è stato professore alla Cornell University dal 2003 al 2012.
È morto nel 2012, all'età di 65 anni, a causa di un melanoma che gli era stato diagnosticato l'anno precedente.

## Contributi
All'inizio degli anni settanta Thurston inizia ad occuparsi di geometria differenziale e di topologia, scoprendo numerosi risultati nell'ambito della teoria delle foliazioni.
Alla fine degli anni 70 inizia ad occuparsi di topologia in dimensione bassa, più precisamente di 3-varietà. In questi anni il matematico statunitense porta il suo contributo più importante alla geometria contemporanea, che gli varrà la medaglia Fields nel 1982: la scoperta di una forte interconnessione fra la topologia delle varietà tridimensionali e la geometria iperbolica. 
Fino a quegli anni, erano noti solo esempi molto sporadici di varietà iperboliche tridimensionali. Thurston mostra la possibilità di costruire molte famiglie infinite di 3-varietà iperboliche tramite una tecnica topologica già nota, detta chirurgia di Dehn. In un certo senso, egli mostra che la maggior parte delle 3-varietà consta di varietà iperboliche. La geometria iperbolica entra quindi prepotentemente nella topologia in dimensione 3, e svela profonde interconnessioni fra questa e settori apparentemente lontani, quali la geometria iperbolica e lo studio dei gruppi kleiniani.
La ricchezza della teoria e la facilità con cui vengono quindi costruite nuove varietà iperboliche lo portano a formulare la congettura di geometrizzazione di Thurston, che asserisce che ogni 3-varietà si decompone (lungo sfere e tori) in pezzi appartenenti a 8 diverse geometrie, tra cui appunto quella iperbolica. La congettura di geometrizzazione implica, come caso particolare, la nota congettura di Poincaré.
La congettura di geometrizzazione è stata dimostrata da Grigori Perelman nel 2002 (e quindi, in particolare, quella di Poincaré).